# Regenerativfeuerung
Die Regenerativfeuerung, auch Regenerativbeheizung genannt, wurde 1864 als energiesparende Variante der Stahlerzeugung eingeführt. Regenerare ist ein lateinisches Verb mit der Bedeutung „auffrischen, erholen, neu beleben“. In der Wortzusammensetzung mit Feuerung verweist es auf wärmeerhaltende technische Anlagen und führt technikgeschichtlich in die Metallurgie.

## Das technische Prinzip des Regenerators
Aufgabe eines Regenerators ist es im technisch-thermischen Bereich als Wärmespeicher für heiße Abgase einer Feuerung zu wirken. Das geschieht dadurch, dass jeweils einer von zwei feuerfest ausgekleideten Kanälen durch heiße Abgase hoch erhitzt wird, bis bei Erreichen einer vorbestimmten Temperatur auf den zweiten Kanal umgeschaltet wird. Der erhitzte Kanal erwärmt nun die zugeführte Frischluft, die in erwärmten Zustand bei der Beheizung des Ofens energetische Vorteile bringt. Gleichzeitig wird der andere Kanal erneut durch Abgase erhitzt, bis wieder eine Umschaltung erfolgt.

### Die Anwendung des Regenerativverfahrens
Seit der den Hochofenprozess der Stahlerzeugung mittels Bessemer- und Thomasbirne begünstigenden Einführung der Technik des Frischens – darunter versteht sich die Verbrennung unerwünschten Kohlenstoffs durch Sauerstoffzufuhr – galt der wärmespeichernde Siemens-Martin-Ofen-Prozess, der sowohl Temperaturen von mehr als 1600 °C ermöglichte, als auch die Verbrennung des Kohlenstoffs bewirkte, zudem weniger als ein Hochofenwerk standortgebunden war, als Stand der Technik. Die Erzeugung von Stahl aus Roheisen konnte damit an jedem beliebigen Ort erfolgen, etwa als Zulieferer eines benachbarten Stahlverarbeiters. Erst im 20. Jahrhundert wurde dieser nur im diskontinuierlichen Betrieb mögliche Prozess durch neue Techniken des „Frischens“, insbesondere unter Nutzung des in Stahl- und Eisenschrotten gebundenen, bei seiner Verbrennung temperaturerhöhenden Sauerstoffs obsolet.
Das Regenerativverfahren ist jedoch im 21. Jahrhundert für alle Arten von Großfeuerungsanlagen, besonders mit nicht erneuerbaren Energien betriebene Kraftwerke, von Vorteil, weil es die Erhöhung des Nutzungsgrades der eingesetzten Energieträger ermöglicht.

## Das technische Prinzip des Rekuperators
Der Rekuperator ist mehr als ein Wärmespeicher, er ist ein Wärmeübertrager, dazu bestimmt, die Temperatur eines bereits heißen Gases durch ein anderes heißes, ihm zugeführtes Gas zu erhöhen.

### Die Anwendung der Rekuperation
Die Rekuperation stützt sich auf Wärmeübertragung, unter Nutzung der Verbrennungsgase, mit der die Luftzufuhr eines Öl- oder Gasbrenners für metallurgische Öfen soweit aufgeheizt wird, dass sich bei erforderlicher Kontinuität des Prozesses Brennstoffeinsparungen von 20 bis 40 % erzielen lassen. Grund hierfür ist, dass durch die Verbrennungsabluft von etwa 1000 °C der Wärmeübertrager auf 600 °C erhitzt wird.
Die Rekuperation, bewirkt durch einen mit Öl oder Gas betriebenen vollautomatischen Rekuperatorbrenner, gilt in Metallgießereien mit Tiegelöfen als Standard der Ofentechnik.